# Bakir Izetbegović

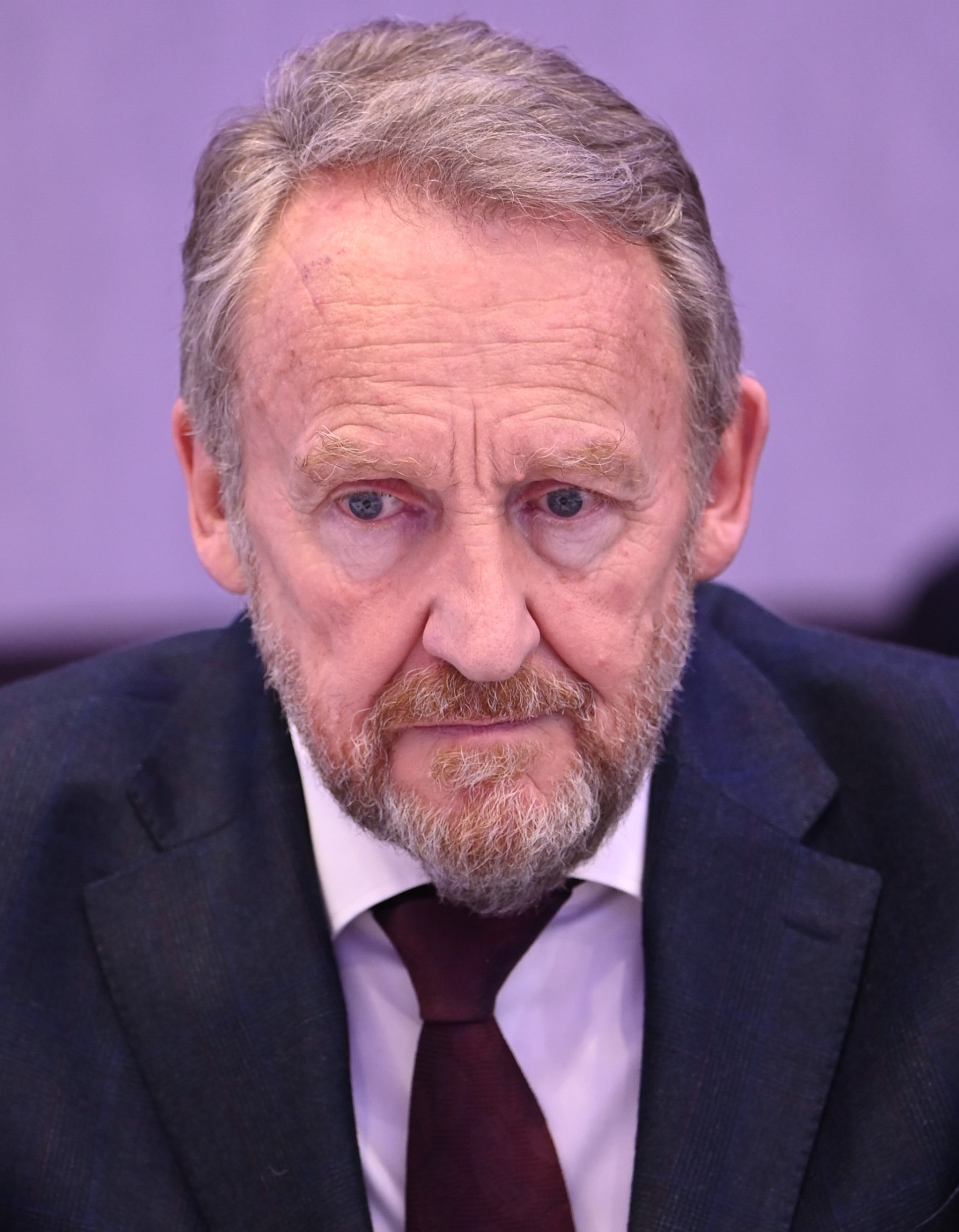
Bakir Izetbegović (2025)

Bakir Izetbegović (* 28. Juni 1956 in Sarajevo, SR Bosnien und Herzegowina) ist ein bosnischer Politiker. Er ist Präsident der Partei der demokratischen Aktion (SDA) und der Sohn des ehemaligen bosnischen Präsidenten Alija Izetbegović. Am 3. Oktober 2010 wurde er als bosniakischer Vertreter in das dreiköpfige Staatspräsidium des Landes gewählt und gehörte diesem bis zu den Wahlen 2018 an.

## Leben und Wirken
Izetbegović schloss sein Architektur-Studium an der Universität Sarajevo im Jahre 1981 ab. Von 1982 bis 1992 arbeitete er in einer Beraterfirma. Im Jahr 2000 trat er in die Politik ein; 2006 wurde Izetbegović erstmals in das bosnische Parlament gewählt. Seit dem 26. Mai 2015 ist er Parteichef der SDA.
Bakir Izetbegović ist verheiratet und hat eine Tochter.

### Wahl ins Staatspräsidium
Bei der Wahl für die Vertreter der drei Volksgruppen im Staatspräsidium erreichte Bakir Izetbegović am 3. Oktober 2010 als einer von neun Kandidaten einen Stimmenanteil von 35 %. Sein Konkurrent Fahrudin Radončić, dem die Tageszeitung Dnevni Avaz gehört, kam auf 31 % der Stimmen, während der bisherige bosniakische Vertreter Haris Silajdžić von der Partei für Bosnien und Herzegowina (SBiH) mit 25 % nur Dritter wurde. Aufgrund der ungewöhnlich hohen Anzahl ungültiger Stimmen wird das Wahlergebnis jedoch angezweifelt; die Wahlkommission ordnete eine Neuauszählung der betreffenden Stimmen an. Amtseinführung war mit konstituierender Sitzung des Staatspräsidiums am 10. November 2010. In den Präsidiumswahlen vom 12. Oktober 2014 wurde Izetbegović  mit 32,8 % der Stimmen in seinem Amt bestätigt. Zu den Wahlen 2018 durfte er wegen einer Amtszeitenbeschränkung nicht wieder antreten. Als bosniakischer Vertreter im Staatspräsidium folgte ihm Šefik Džaferović nach. Seit Februar 2019 ist Izetbegović Mitglied des Hauses der Völker, der Ersten Kammer des bosnischen Parlaments.
Für die Wahlen am 2. Oktober 2022 nominierte ihn die SDA erneut als Kandidaten für das Staatspräsidium. Mit 37,3 Prozent der Stimmen unterlag er deutlich dem sozialdemokratischen Kandidaten Denis Bećirović, der 57,4 Prozent erhielt.

### Vorsitzender des Staatspräsidiums von Bosnien und Herzegowina
Turnusmäßig übernahm Izetbegović den Vorsitz des Staatspräsidiums vom 10. März 2012 bis 10. November 2012, vom 10. März 2014 bis 17. November 2014, vom 17. März 2016 bis 17. November 2016 und vom 17. März 2018 bis voraussichtlich 17. November 2018. 